# هان سون-هی
هان سون-هی (انگلیسی: Han Sun-hee؛ زادهٔ ۹ ژوئن ۱۹۷۳) بازیکن هندبال اهل کره جنوبی است.